# Lijst van parochies in het bisdom Haderslev
Deze pagina bevat een overzicht van parochies van het bisdom Haderslev in Denemarken. Het bisdom telt 176 parochies (hieronder 171).

## A
- Aabenraa (parochie)
- Aale (parochie)
- Adsbøl Kirkedistrikt
- Aller (parochie)
- Almind (parochie, Kolding)
- As (parochie)
- Asserballe (parochie)
- Åstrup (parochie, Haderslev)
- Augustenborg (parochie)

## B
- Barrit (parochie)
- Bevtoft (parochie)
- Bisdom (Deense Volkskerk)
- Bjerning (parochie)
- Bjerre (parochie)
- Bjolderup (parochie)
- Bov (parochie)
- Brændkjær (parochie)
- Bramdrup (parochie)
- Bredballe (parochie)
- Bredsten (parochie)
- Bredstrup (parochie)
- Broager (parochie)

## C
- Christians (parochie, Fredericia)
- Christians (parochie, Sønderborg)

## D
- Dalby (parochie, Kolding)
- Daugård (parochie)
- Dybbøl (parochie)

## E
- Egen (parochie)
- Egernsund (parochie)
- Egtved (parochie)
- Egvad (parochie, Aabenraa)
- Eltang (parochie)
- Engum (parochie)
- Ensted (parochie)
- Erritsø (parochie)

## F
- Felsted (parochie)
- Fjelstrup (parochie)
- Frørup (parochie, Kolding)

## G
- Gammel Haderslev (parochie)
- Gårslev (parochie)
- Gauerslund (parochie)
- Genner Kirkedistrikt
- Glud (parochie)
- Grarup (parochie)
- Gråsten-Adsbøl (parochie)
- Grejs (parochie)

## H
- Haderslev
- Haderslev Vor Frue Domsogn
- Halk (parochie)
- Hammelev (parochie, Haderslev)
- Hammer (parochie, Hedensted)
- Hannerup (parochie)
- Harte (parochie)
- Havnbjerg (parochie)
- Hedensted (parochie)
- Hejls (parochie)
- Hellevad (parochie, Aabenraa)
- Herslev (parochie, Fredericia)
- Hjarnø (parochie)
- Hjarup (parochie)
- Hjerndrup (parochie)
- Hjordkær (parochie)
- Højen (parochie)
- Højrup (parochie)
- Holbøl (parochie)
- Hoptrup (parochie)
- Hornborg (parochie)
- Hornstrup (parochie)
- Hornum (parochie)
- Hørup (parochie, Sønderborg)
- Hover (parochie, Vejle)
- Hvejsel (parochie)
- Hvirring (parochie)

## I
- Ildved Kirkedistrikt

## J
- Jegerup (parochie)
- Jelling (parochie)
- Jels (parochie)
- Jerlev (parochie)
- Jordrup (parochie)
- Juelsminde (parochie)

## K
- Kegnæs (parochie)
- Ketting (parochie)
- Klakring (parochie)
- Klejs Kirkedistrikt
- Kliplev (parochie)
- Kollerup (parochie, Vejle)
- Korning (parochie)
- Kristkirkens (parochie, Kolding)
- Kværs (parochie)

## L
- Langskov (parochie)
- Lejrskov (parochie)
- Linnerup (parochie)
- Løjt (parochie)
- Løsning (parochie)
- Lyng (parochie)
- Lysabild (parochie)

## M
- Maugstrup (parochie)
- Mølholm (parochie)
- Moltrup (parochie)

## N
- Nebsager (parochie)
- Nordborg (parochie)
- Nørre Bjert (parochie)
- Nørremarks (parochie)
- Notmark (parochie)
- Nustrup (parochie)
- Nybøl (parochie)

## O
- Ødis (parochie)
- Ødsted (parochie)
- Oksbøl (parochie)
- Oksenvad (parochie)
- Ølsted (parochie, Hedensted)
- Ørum (parochie, Hedensted)
- Øsby (parochie)
- Øster Løgum (parochie)
- Øster Snede (parochie)
- Øster Starup (parochie)

## P
- Pjedsted (parochie)

## R
- Rårup (parochie)
- Rinkenæs (parochie)
- Rise (parochie, Aabenraa)

## S
- Sankt Johannes (parochie, Vejle)
- Sankt Marie (parochie)
- Sankt Michaelis (parochie)
- Sankt Nicolai (parochie)
- Sankt Nikolaj (parochie, Vejle)
- Seest (parochie)
- Simon Peters (parochie, Kolding)
- Sindbjerg (parochie)
- Skærup (parochie)
- Skanderup (parochie, Kolding)
- Skibet (parochie)
- Skjold (parochie)
- Smidstrup (parochie)
- Sommersted (parochie)
- Sønder Bjert (parochie)
- Sønder Starup (parochie)
- Sønder Stenderup (parochie)
- Sønder Vilstrup (parochie)
- Sottrup (parochie)
- Stenderup (parochie, Hedensted)
- Stepping (parochie)
- Store Dalby (parochie)
- Stouby (parochie)
- Svenstrup (parochie, Sønderborg)

## T
- Tandslet (parochie)
- Taps (parochie)
- Taulov (parochie)
- Tørring (parochie, Hedensted)
- Trinitatis (parochie, Fredericia)
- Tyrstrup (parochie)

## U
- Uge (parochie)
- Uldum (parochie)
- Ulkebøl (parochie)
- Ullerup (parochie)
- Urlev (parochie)

## V
- Vamdrup (parochie)
- Varnæs (parochie)
- Vedsted (parochie, Haderslev)
- Vejlby (parochie, Fredericia)
- Vejstrup (parochie, Kolding)
- Vester Nebel (parochie, Kolding)
- Vilstrup (parochie)
- Vindelev (parochie)
- Vinding (parochie, Vejle)
- Viuf (parochie)
- Vojens (parochie)
- Vonsbæk (parochie)
- Vonsild (parochie)
- Vor Frelsers (parochie, Vejle)
- Vrigsted (parochie)